# Марковский, Михаил Фёдорович
Михаил Фёдорович Марковский (26 июня 1927 —  24 октября 1992) — советский архитектор, проектировщик семи станций Московского метрополитена, транспортных туннелей, зданий научно-исследовательских институтов, санаториев, памятников.

## Биография
Родился в 1927 году в Москве в семье учительницы русской словесности и инженера транспорта, жил на Плющихе. До Великой Отечественной войны учился в художественной школе, поступил в Московский архитектурный институт в 1945 году, окончил его в 1951 году.
В числе преподавателей Марковского были М. Туркус, Ю. Емельянов и А. Душкин. Ещё будучи студентом, вместе с однокурсниками Львом Лилье и Владимиром Литвиновым спроектировал кафе «Дубки» на ВДНХ. В 1952 году с ними и Волемиром Добраковским выиграл конкурс на проект станции «Киевская» Арбатско-Покровской линии московского метро (проект осуществлён в 1953 году).

Почти пятнадцать лет Михаил Марковский проработал в проектных институтах «Метрогипротранс» и «Мосгипротранс» под руководством Алексея Душкина. В 1959—1964 гг. вместе с коллегами совершенствовал типовой проект станции метро мелкого заложения (так называемые «сороконожки»). Также проектировал крупные транспортные тоннели (в том числе под пл. Маяковского, ул. Чайковского, Октябрьской пл.),  вокзалы и другие транспортные сооружения, занимался проектированием монорельсовой дороги из Москвы в аэропорт Внуково (не осуществлена), санатория «Заря» в Сочи (1956—1958).
Миша среди нас выделялся и был интересен тем, что у него были удивительные руки. Многие любят говорить что-то, «почеркушки» разные делать, а Миша сразу рисовал — вот это удивительная вещь... Во всё, что обсуждалось и проектировалось на перспективу скорого строительства, Михаил вносил элемент конкретики. Это великая черта — уметь положить на лист картинку, где все проработано до детали... У нас был свой адмирал, так сказать, который выводит на финиш, на бой произведение. Архитектор Алла Грум-Гржимайло
В 1965 году возглавил архитектурную мастерскую №2 в ГипроНИИ АН СССР, которой руководил до смерти. Создал проекты комплексов зданий Института космических исследований Академии наук СССР (1965—1975), Библиотеки по естественным наукам, научно-исследовательских институтов комплексной автоматизации, органической химии. Последним осуществлённым проектом стала гостиница-пансионат «Узкое» РАН (1993, совм. с Ю. Платоновым, С. Бурицким). Вместе со скульптором Никитой Лавинским реализовал памятники Ивану Сусанину в Костроме (1959—1967), В. В. Маяковскому в г. Чистяково (1961—1962), А. С. Попову в Рязани (1963), И. Н. Ульянову в Астрахани (1970), В. И. Кузнецову в Москве (1975—1986).
С 1970 года преподавал в МАрхИ.
Всего за сорок лет профессиональной деятельности реализовал 29 проектов.
Погиб 24 октября 1992 года в результате дорожно-транспортного происшествия.
В 1994 году в Центральном доме архитектора состоялась посмертная выставка картин.

## Проекты

### Московский метрополитен
| Название станции            | Линия | Год запуска | Соавторы                                               |
| --------------------------- | ----- | ----------- | ------------------------------------------------------ |
| Киевская                    | @3    | 1953        | Л. В. Лилье, В. А. Литвинов, В. М. Добраковский        |
| Университет                 | @1    | 1959        | Л. В. Лилье, В. А. Литвинов                            |
| Ленинские горы              | @1    | 1959        | М. П. Бубнов, А. С. Маркелов, А. К. Рыжков, Б. И. Тхор |
| Первомайская                | @3    | 1961        | Я. В. Татаржинская                                     |
| Новые Черёмушки             | @6    | 1962        | А. К. Рыжков                                           |
| Водный Стадион              | @2    | 1964        | Ю. А. Колесникова                                      |
| Китай-город (восточный зал) | @6 @7 | 1971        | Л. В. Лилье, В. А. Литвинов                            |

### Здания
- 1951 — павильон-кафе на ВДНХ, Москва (совместно с Л. В. Лилье, В. А. Литвиновым, Л. Мариновским)
- 1953—1960 — санаторий «Заря», Сочи (совместно с А. Душкиным, А. Грум-Гржимайло)
- 1954—1955 — Новоарбатский мост, Москва (совместно с А. Душкиным, К. Яковлевым, Б. Тхором, А. Сусоровым)
- 1955—1957 — жилые дома на Краснопрудной улице, Москва (совместно с Б. Тхором, А. Марковой)
- 1965—1975 — комплекс Института космических исследований Академии наук СССР, Москва (совместно с Ю. Платоновым, Г. Засимовым, М. Шабановой, Ю. Ляминым)
- 1969 — комплекс Института по изучению риса, Краснодар (совместно с В. Докторовичем, В. Нагих)
- 1993 — гостиница-пансионат «Узкое», Москва (совместно с Ю. П. Платоновым, С. П. Бурицким).
- 1997 — здание Математического института им. В. А. Стеклова, Москва (совместно с Ю. П. Платоновым).

### Монументы
Вместе со скульптором Никитой Лавинским:
- 1959—1967 — Ивану Сусанину, Кострома
- 1961—1962 — В. В. Маяковскому, Чистяково
- 1963 — А. С. Попову, Рязань
- 1970 — И. Н. Ульянову, Астрахань (1970)
- 1975—1986 — В. И. Кузнецову, Москва

## Семья
Жена — архитектор Маргарита Михайловна Семёнова (1933 — 2021). Дочери — архитекторы Елена Марковская (23.01.1954 — 14.03.2015) и Татьяна Марковская (род. 1961).

## Галерея

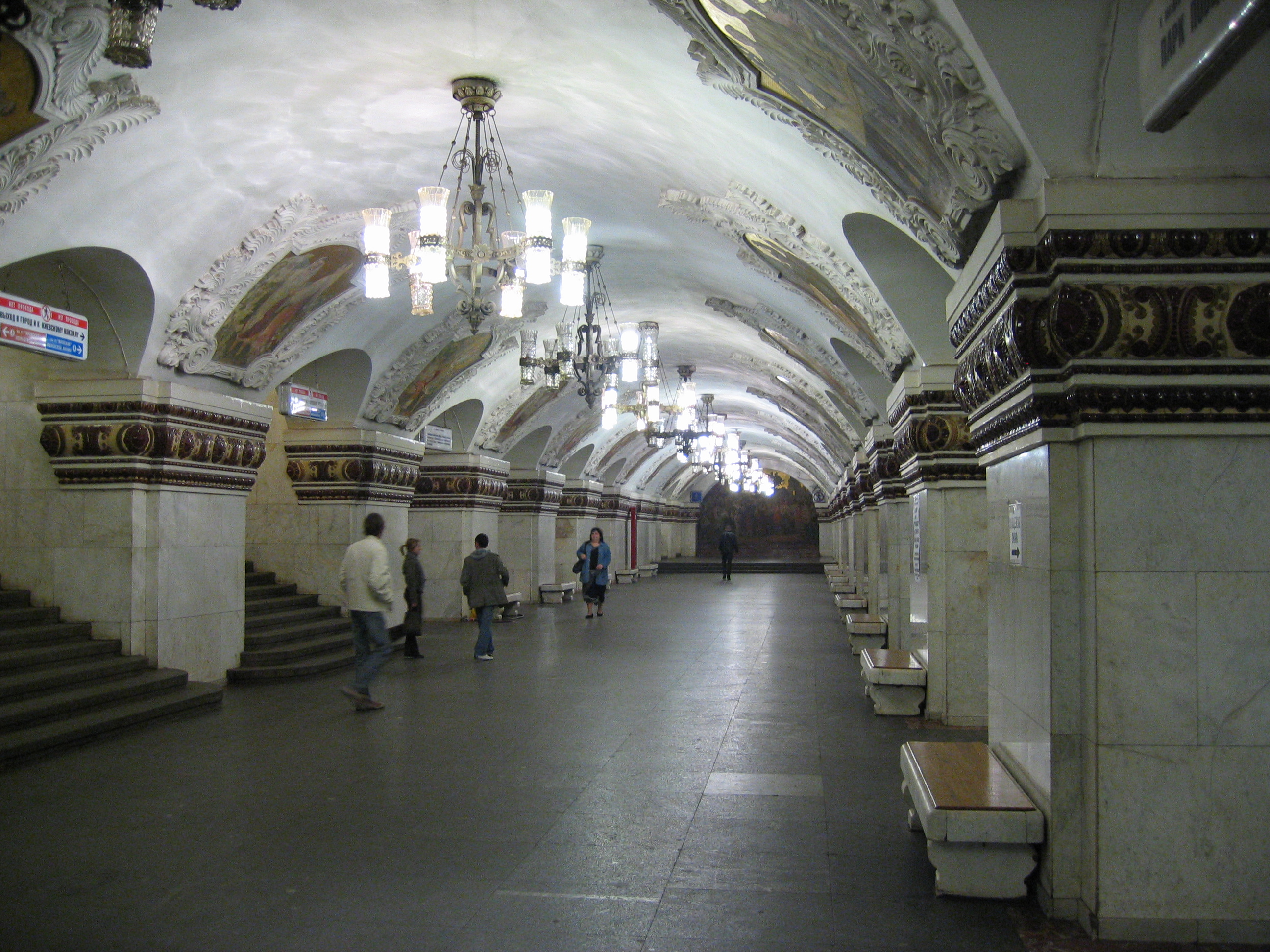
Станция «Киевская» Арбатско-Покровской линии
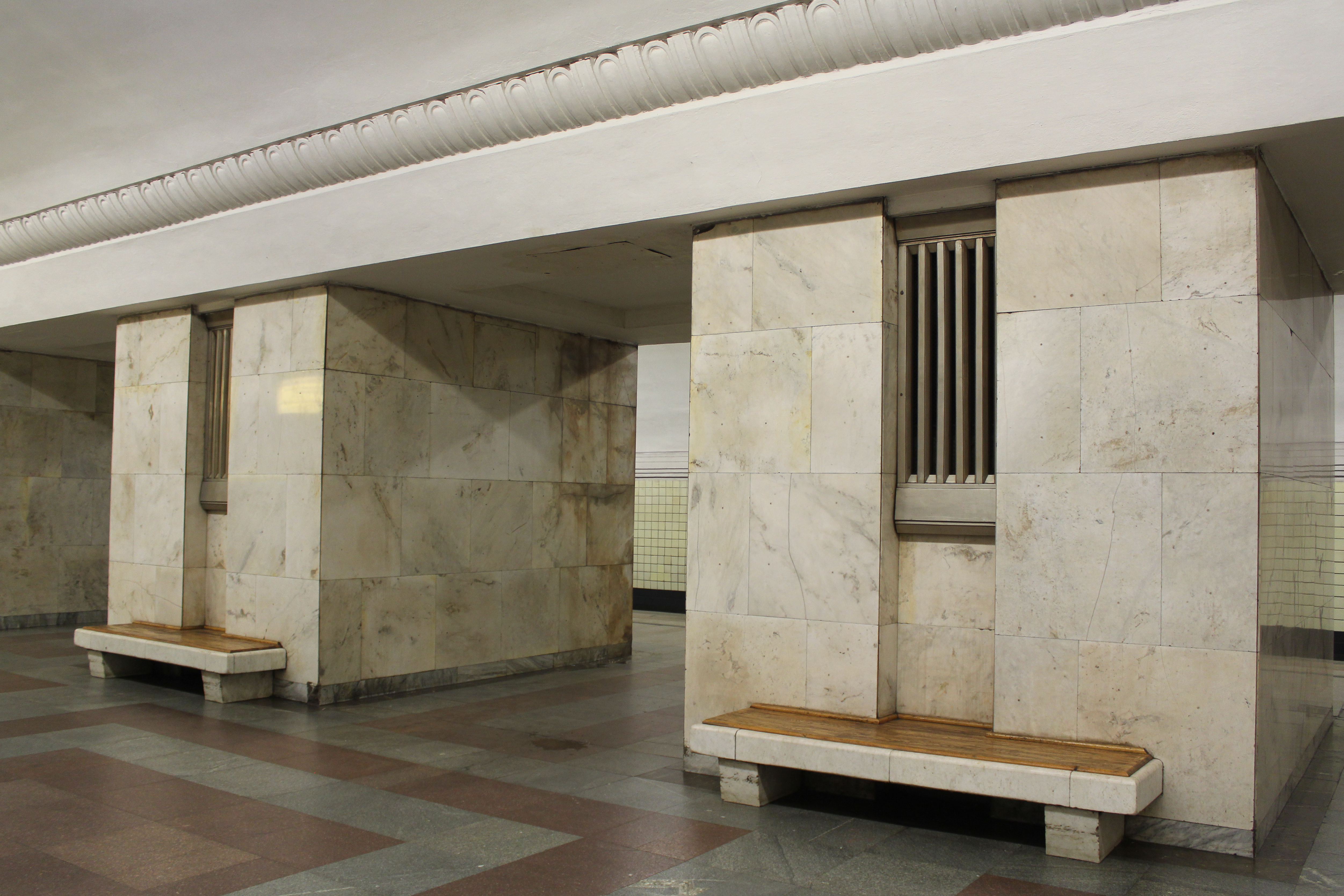
Станция «Университет»
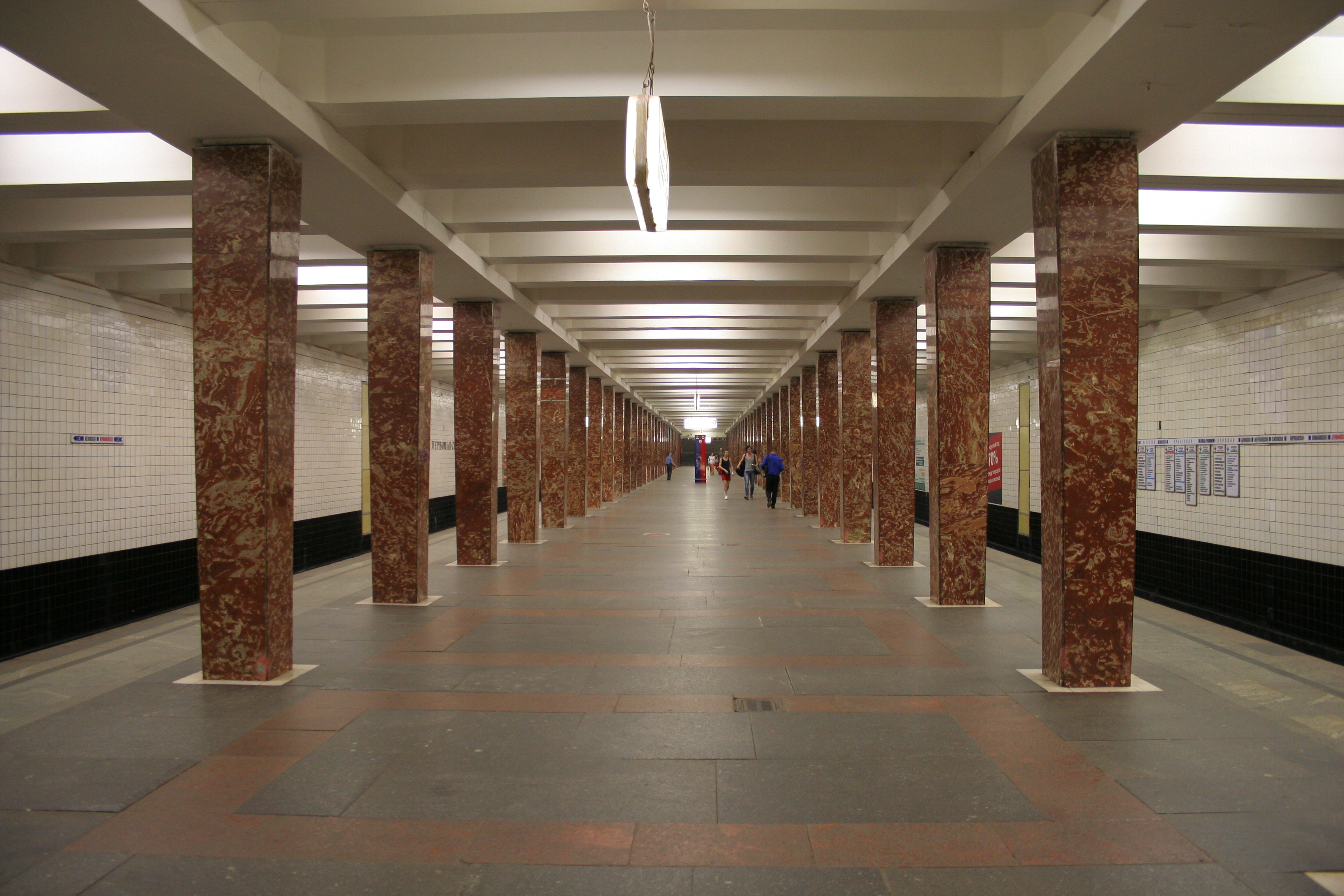
Станция «Первомайская»
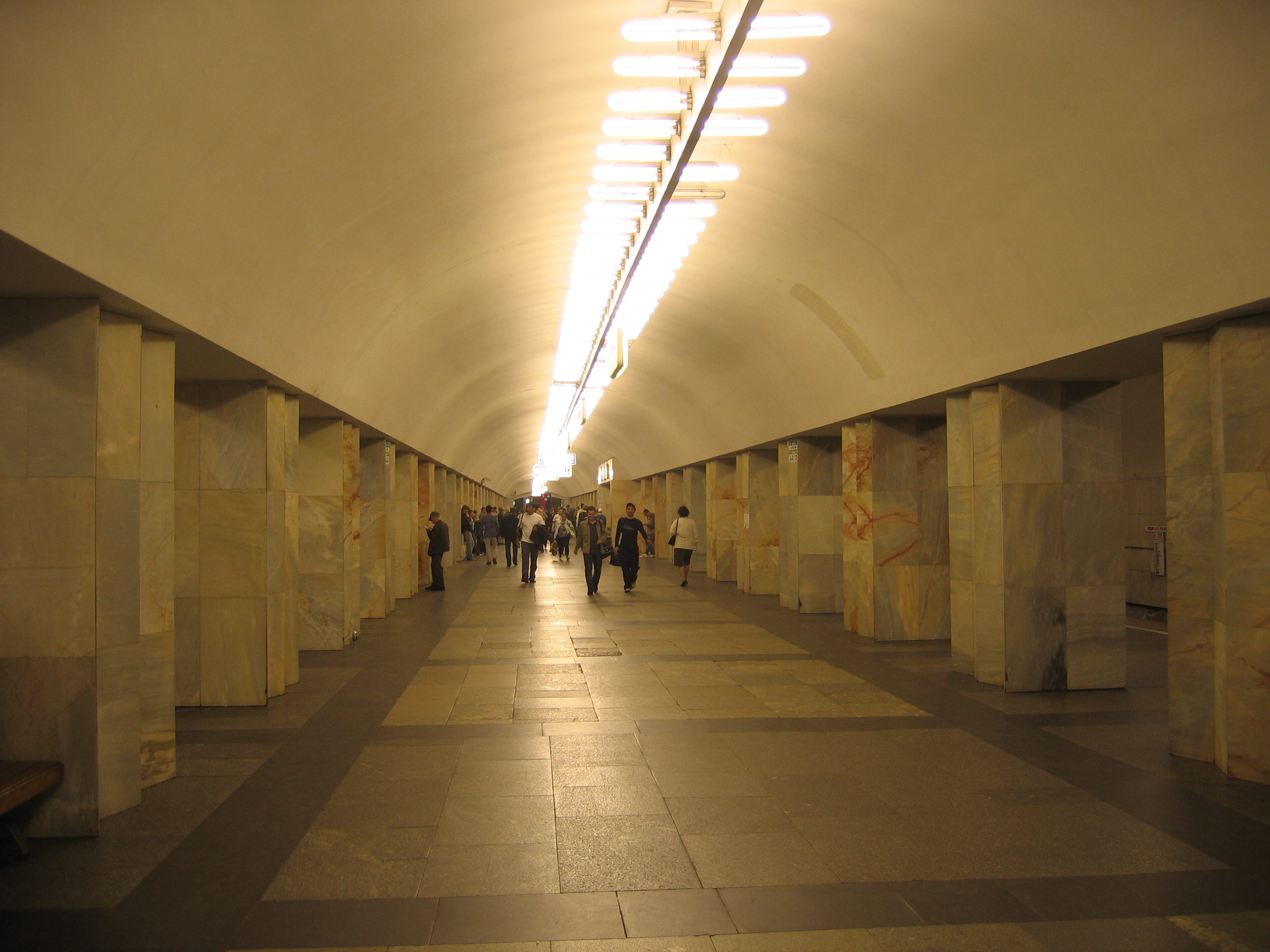
Станция «Китай-город»
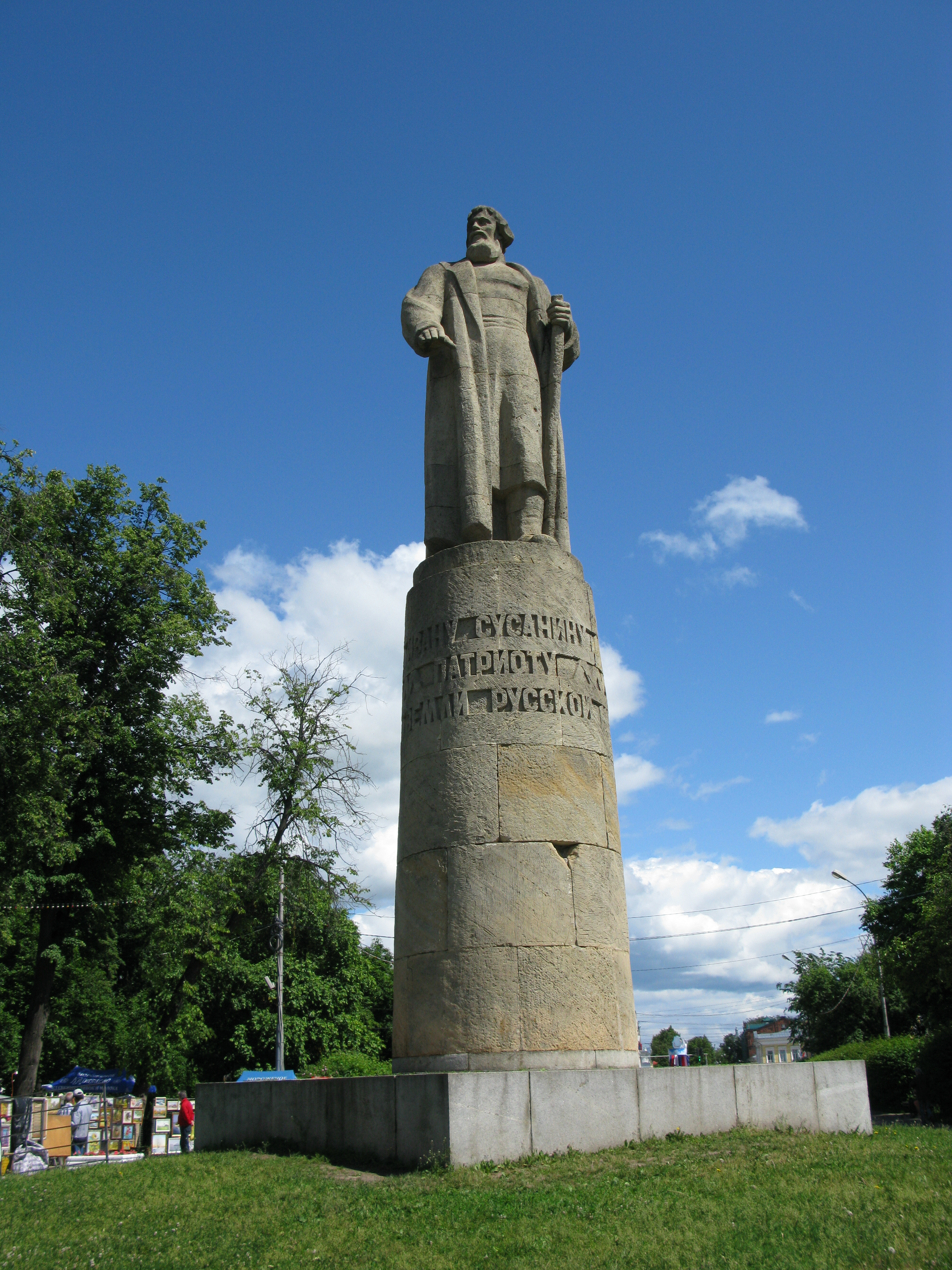
Памятник Ивану Сусанину в Костроме
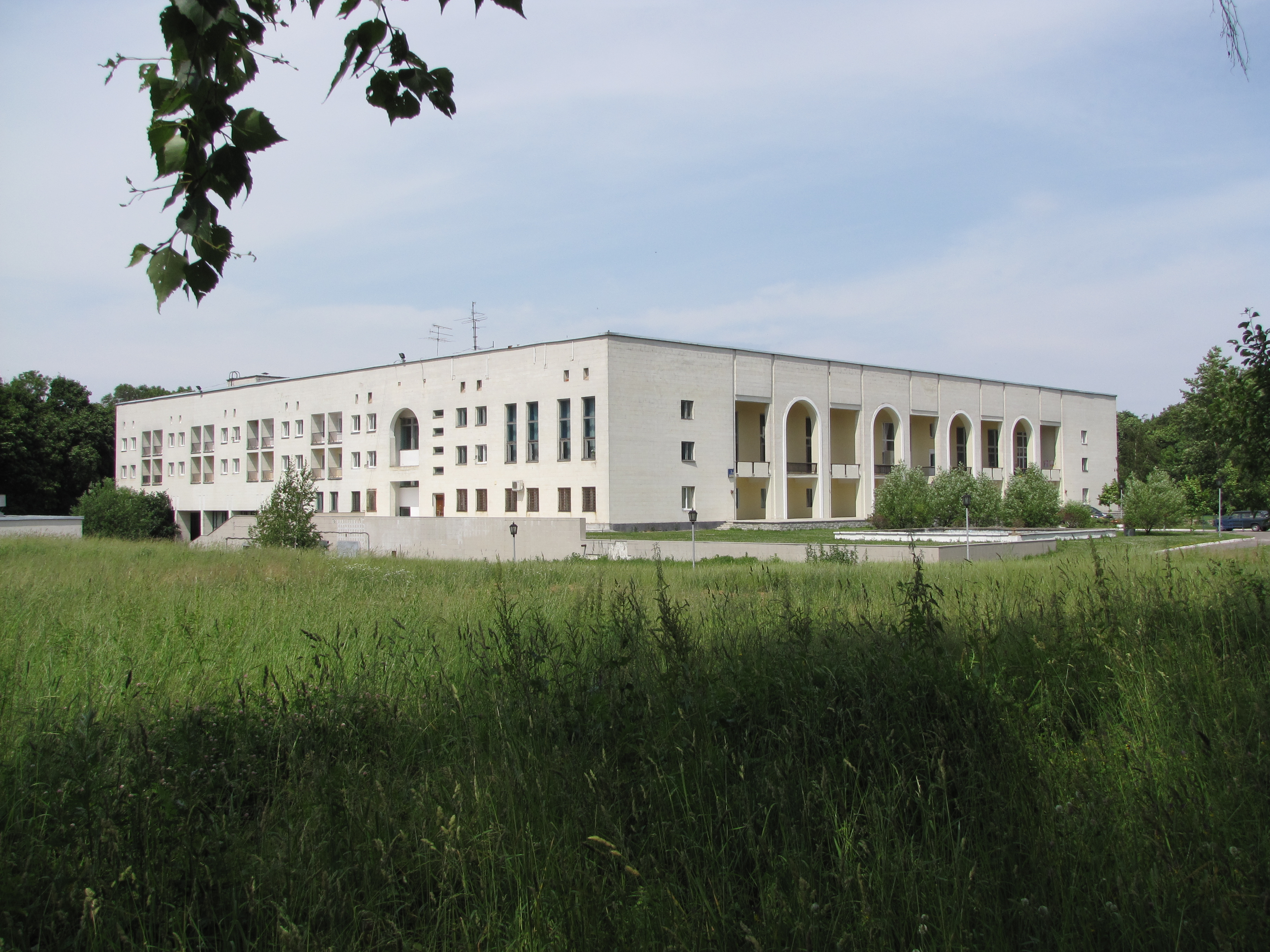
Гостиница «Узкое»